# 부산국제외국인학교
부산국제외국인학교(International School of Busan)는 부산광역시 기장군에 있는 외국인학교이다. 유치원부터 고등학교까지의 과정이 편성되어있다.

## 연혁
- 1983년 : 개교